# 안종덕
안종덕(1968년 5월 15일 ~ )은 대한민국의 성우이다. 1994년 문화방송 12기 공채 성우로 데뷔하였다.

## 출연작

### 애니메이션
- 로봇수사대 K캅스 (MBC) - 건맥스
- 빛의 전사 프리큐어 (SBS) - 이루크, 데빌킹, 남학생
- 비스트워 네오 (SBS) - 매치킥 / 트리케로
- 비스트워 (SBS) - 스타스크림
- 미래영웅 아이언리거 (SBS) - 시닉, 파이터 애로우
- 슬램덩크 (SBS) - 병욱, 황태산
- 올림포스 가디언 (SBS) - 포세이돈, 오레아데스3, 티탄2, 에피메테우스, 아르고스
- 탑블레이드 V (SBS) - DJ, 에디
- 테니스의 왕자 (SBS) - 박승헌
- 거북이 특공대z (SBS) - 도나텔로
- 세느강의 별 (MBC)
- 용의 전설 레전더 (SBS) - 어리, 그리드
- 레미제라블 (SBS)
- 마법의 별 매지네이션 (SBS) - 마루
- 꽃의 천사 메리벨 (MBC)
- 트라이건 (VIDEO) - 나이브스
- 암행어사 정약용 (MBC)
- 철인사천왕 (SBS) - 국방장관, 오퍼레이터

### 외화
- 베토벤 (MBC) - 방송 앵커(크리스 리틀)
- 리쎌 웨폰3 (SBS)
- 레지던트 이블2 (SBS) - 카인 (토마스 크레취만)
- 고스트 쉽 (SBS) - 더지 (론 엘다드)
- 플레전트빌 (SBS)
- 라붐2 (SBS)
- 록키 5 (MBC)
- 슈팅 라이크 베컴 (SBS)
- 터미네이터 (SBS)
- 형사 니코 (SBS)
- 썬더하트 (MBC)
- 네프 므와 (MBC)
- 007 네버 다이 (MBC) - 스탬퍼(괴츠 오토)
- 이연걸의 탈출 (MBC)
- 블랙 레인 (SBS) - 사토 코우지 (마츠다 유사쿠)
- 생쥐와 야옹이 (SBS) - 제이크
- 이연걸의 영웅 (MBC)
- 더 팬 (MBC)
- 복제인간의 제국 (MBC)
- 리틀 킹 (MBC)
- S.W.A.T. 특수기동대 (MBC) - 마이클(브라이언 밴홀트)
- 게릴라 (MBC)
- 어퓨굿맨 (MBC)
- 토이즈 (MBC)
- 어싸인먼트 (MBC)
- 에디 (MBC)
- 탑건 (MBC)
- 픽쳐 클레어 (MBC) - 리 (라울 바네자)
- 붉은 가마 (MBC)
- 플래시댄스 (MBC)
- 의혹속의 증거 (MBC) - 마틴 (휴고 위빙)
- 어니스트 슬램덩크 (MBC)
- 뱀파이어 해결사 (MBC)
- 나 홀로 집에 2 (MBC) - 공항 직원(해리 허친슨)
- 동물 구조대 사바나 원정기 (EBS) - 베린저 (라이미 잠보)
- 에볼루션 (SBS)
- 모탈 컴뱃 (MBC)
- 사랑의 블랙홀 (MBC)
- 붓다 (BTN) - 아자타샤투
- 욕망의 덫 (SBS)
- CSI 마이애미 (MBC)
- 공군대전략 (MBC)
- 크림슨 타이드 (MBC)
- 라이징 선 (MBC)
- 중환영웅 (SBS)
- 인자무적 (MBC)
- 플래툰 (MBC) - 러너(조니 뎁)
- 비버리 힐스 캅 2 (SBS) - 경비원(마이클 프란시스 켈리) / 주차 직원(크리스 락)
- 중화영웅 (MBC) - 무적(오진우)

### 특촬물
- 메가레인저 (SBS) - 블랙(카알)
- 파워 포스 레인저 (SBS) - 맬릭
- 전설의 용사 반달가면 - 엑스 (전문식)
- 신비의 용사 반달가면 - 엑스 (전문식)

### 게임
- 기동전사 건담 해후의 우주 - 브라이트 노아
- 길티기어 XX #Reload - 카이 키스크

### 나레이션
- 리얼스토리 묘 (tvN)
- 베스트 10 맛있는 여행 (푸드채널)
- 2TV 생생정보 (KBS)
- 한국 100년, 우리는 이렇게 살았다 (MBC)
- TV클리닉 당신의 건강은? (KBS2)
- 녹색충전 일요일 (KBS2)
- 세계로 간 한국의 맛 (SBS)
- 생방송 세상의 중심 (KBS1)
- 소비자 리포트 (KBS)
- 생방송 화제집중 (MBC)
- 아주 특별한 아침(MBC)

### 기타
- 독일월드컵 D-100 특별생방송 오 필승 코리아 (MBC)
- 제4공화국 (MBC)
- 시트콤 세 친구 (MBC) - 윤다훈과 박상면과 정웅인의 문화고등학교 동창 안종덕 역으로 전화 목소리 단역 출연

## 같이 보기
- 문화방송
- 문화방송 성우극회